# Vasilios Zagaritis
Vasilios Zagaritis (Thebe, 4 mei 2001) is een Griekse voetballer, die bij voorkeur als linkervleugelverdediger speelt. Hij verruilde Almere City in de zomer van 2025 voor Sc Heerenveen.

## Carrière

### Panathinaikos
Zagaritis speelde vier jaar in de jeugdopleiding van Panathinaikos, voordat hij op 14 januari 2019 zijn eerste profcontract tekende bij de club. Hij maakte op 4 december van dat jaar in de beker tegen Panachaiki zijn debuut voor de club. Op 1 maart 2020 maakte hij zijn debuut in de Super League tegen Volos. In totaal speelde Zagaritis twintig wedstrijden voor Panathinaikos.

### Parma
Op 22 januari 2021 tekende Zagaritis een contract tot en met juni 2024 bij Parma. Daar maakte hij zijn debuut op 16 mei tegen Sassuolo. Het was één van twee wedstrijden van Zagaritis voor Parma, dat dat seizoen degradeerde. Ook in de Serie B werd Zagaritis geen basisspeler. Hij speelde in drieënhalf seizoen slechts 33 wedstrijden voor Parma.

### Almere City
In juli 2024 tekende Zagaritis een contract voor twee seizoenen, met een optie voor een derde seizoen bij Almere City. Hij maakte op 10 augustus tegen AZ zijn debuut voor Almere. Hij miste alleen de laatste competitiewedstrijden van het seizoen, toen Almere City al gedegradeerd was uit de Eredivisie. Hij kwam tot 34 wedstrijden en kwam daarin tot twee assists.

### SC Heerenveen
In de zomer van 2025 werd Zagaritis door Sc Heerenveen als vervanger voor de naarBrøndby vertrokken Mats Köhlert. Heerenveen legde 500.000 euro op tafel voor hem. Op 9 augustus maakte hij tegen FC Volendam zijn debuut voor de club. 

## Statistieken
| Seizoen        | Club           | Competitie     | Competitie | Competitie | Beker | Beker | Totaal | Totaal |
| Seizoen        | Club           | Competitie     | Wed.       | Dlp.       | Wed.  | Dlp.  | Wed.   | Dlp.   |
| -------------- | -------------- | -------------- | ---------- | ---------- | ----- | ----- | ------ | ------ |
| 2019/20        | Panathinaikos  | Super League   | 7          | 0          | 1     | 0     | 8      | 0      |
| 2020/21        | Panathinaikos  | Super League   | 12         | 0          | 0     | 0     | 12     | 0      |
| 2020/21        | Parma          | Serie A        | 2          | 0          | 0     | 0     | 2      | 0      |
| 2021/22        | Parma          | Serie B        | 5          | 0          | 0     | 0     | 5      | 0      |
| 2022/23        | Parma          | Serie B        | 13         | 0          | 1     | 0     | 14     | 0      |
| 2023/24        | Parma          | Serie B        | 10         | 0          | 2     | 0     | 12     | 0      |
| 2024/25        | Almere City    | Eredivisie     | 33         | 0          | 1     | 0     | 34     | 0      |
| 2025/26        | Sc Heerenveen  | Eredivisie     | 1          | 0          | 0     | 0     | 1      | 0      |
| Carrièretotaal | Carrièretotaal | Carrièretotaal | 83         | 0          | 5     | 0     | 88     | 0      |

Bijgewerkt op 12 augustus 2025.

## Interlandcarrière
Zagaritis speelde in de Griekse jeugdelftallen van onder 19 en onder 21.

## Lees ook
- Lijst van spelers van Parma
- Lijst van spelers van Almere City
- Lijst van spelers van sc Heerenveen

3 Willemsen ·
4 Kersten ·
5 Bochniewicz ·
6 Van Overeem ·
7 Rivera ·
8 Brouwers  ·
9 Vente ·
14 Smans ·
16 Linday ·
17 Hopland ·
19 Zagaritis ·
20 Trenskow ·
21 Van Ee ·
22 Klaverboer ·
26 Van Axel Dongen ·
27 Sejk ·
28 Petrov ·
31 Bakker ·
32 Jansen ·
33 Rijssel ·
34 Bouw ·
44 Noppert ·
45 Braude ·
50 Gürbüz ·
Courtens ·
Coach: Veldman
· Assistent-coach: Brugge
· Assistent-coach: Schepens
· Keeperstrainer: Etemadi